# Charlotte Lennox

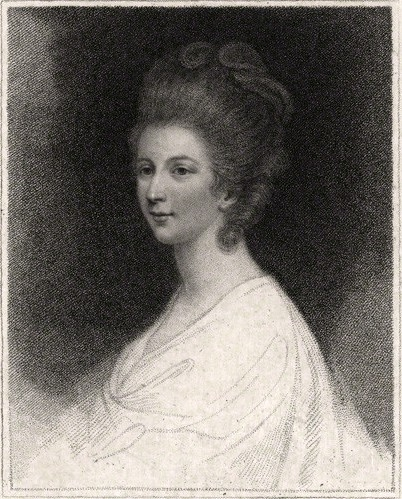
Charlotte Lennox (1730–1804), Radierung von Francesco Bartolozzi nach Joshua Reynolds, 1797

Charlotte Lennox (* 1730 in Gibraltar; † 4. Januar 1804 in London) war eine schottische Schriftstellerin, Lyrikerin und Übersetzerin.
Charlotte Lennox ist als Autorin des Romans The Female Quixote und durch ihre Freundschaften mit Samuel Johnson, Joshua Reynolds und Samuel Richardson bekannt geworden. Darüber hinaus konnte sie auf eine lange schriftstellerische Karriere zurückblicken, in der sie Gedichte, Prosa und Theaterstücke verfasste. Lennox zählt zu den ersten britischen Berufsschriftstellerinnen, ihre zeitgenössische Reputation war dabei durchaus mit Henry Fielding zu vergleichen, zumal sie nicht dessen Beschränkung im Genre aufzuweisen hatte. Ihr Ansehen erwarb sie in erster Linie durch ihre Romane, die hauptsächlich „Aspekte des weiblichen Selbstverständnisses und der gesellschaftlichen Rolle der Frau behandeln. Es sind Erziehungs- und Sittenromane, in deren Mittelpunkt junge, vernunftbegabte, tugendhafte Heldinnen stehen.“

## Leben
Charlotte Lennox wurde 1730 in Gibraltar als Barbara (Charlotte) Ramsay geboren. Ihr Vater, James Ramsay, war ein schottischer Schiffskapitän im Dienst der Royal Navy und ihre Mutter hatte sowohl schottische als auch irische Vorfahren. Das Mädchen wurde zunächst auf den Namen Barbara Ramsay getauft. Über das frühe Leben Charlottes vor ihrem Auftreten in der kulturellen Öffentlichkeit ist sehr wenig überliefert. Dadurch leiteten ihre Biographen einige vermutete Ereignisse aus ihren ersten Romanen ab, denen halbbiographische Elemente zugeschrieben wurden. Charlottes Familie zog 1738 nach New York. Dort starb ihr Vater 1742, aber ihre Mutter blieb mit ihrer Tochter noch einige Jahre in der Stadt. Im Alter von 15 Jahren akzeptierte Charlotte eine Stelle als Gesellschafterin der Witwe Mary Luckyn in London. Doch bereits bei ihrer Ankunft stellte sie fest, dass ihre zukünftige Arbeitgeberin offensichtlich durch den Tod ihres Sohnes wirtschaftlich derangiert war. Da diese Stelle nun nicht mehr verfügbar war, wurde Charlotte Gesellschafterin von Lady Isabella Finch.

### Schriftstellerin
Ihr erster Gedichtband erschien 1747 unter dem Titel Poems on Several Occasions und war Lady Isabell gewidmet. Charlotte bereitete sich selbst für ein Leben am Hof vor, aber diese Zukunft verhinderte sie selbst durch ihre Heirat mit Alexander Lennox, einem schwer zu charakterisierenden, phlegmatischen und dennoch ruhelosen Schotten. Dessen einzige bekannte Arbeitsstelle war in der Zollabfertigung von 1772 bis 1782. Aber selbst diese Position ist auch nur als Gefälligkeit des Duke of Newcastle gegenüber Charlotte Lennox überliefert. Alexander Lennox versuchte 1768 sich als sicherer Erbe des Earl of Lennox zu behaupten, aber das House of Lords wies seine Forderungen zurück, da er als Bastard eines Earls zur Welt gekommen sei, oder aufgrund des „Unglücks seiner Geburtsumstände“ („birth misfortunes“), wie es Charlotte taktvoller ausdrückte.
Nach ihrer Heirat richtete Charlotte Lennox ihre Aufmerksamkeit darauf Schauspielerin zu werden, hatte dabei aber wenig Erfolg. Der allzeit bereite Förderer der schönen Künste Horace Walpole beschrieb ihre Darbietung in Richmond 1748 als „bedauernswert“ („deplorable“). Dennoch schaffte sie es in eine Benefiz-Nachtvorstellung im Haymarket Theatre im Rahmen einer Produktion von The Mourning Bride (1750).
In diesem Jahr veröffentlichte sie ihr erfolgreichstes Gedicht, The Art of Coquetry (Die Kunst der Koketterie) im Gentleman’s Magazine. Zu diesem Zeitpunkt lernte sie den bekannten Schriftsteller und Literaturkritiker Samuel Johnson kennen, der sie fortan in den höchsten Tönen zu loben wusste. Aufgrund ihrer finanziellen Probleme entschloss sich Lennox Romane zu verfassen. Als ihr erster Roman, The Life of Harriot Stuart, Written by Herself, erschien, veranstaltete Johnson ihr zu Ehren eine verschwenderische Feier. Dabei erhielt sie einen Lorbeerkranz und einen Apfelkuchen, der mit einem Blatt des Echten Lorbeers verziert war. Nach Johnson war sie höher einzuschätzen als seine übrigen weiblichen literarischen Schützlinge Elizabeth Carter, Hannah More und Frances Burney. Er unternahm Anstrengungen, damit Charlotte Lennox auch weiteren wichtigen Mitgliedern der Londoner Literatur- und Kulturszene vorgestellt wurde.
Die anderen Damen aus Johnsons Literaturzirkel waren hingegen von Lennox und deren Hervorhebung nicht angetan. Hester Thrale, Elizabeth Carter und Lady Mary Wortley Montagu feindeten sie offen an, für ihre eigene Haushaltsführung, ihre angeblich nicht gefällige Persönlichkeit oder ihr Temperament. Sie betrachteten sie speziell als „unlady-like“, also undamenhaft, und als „Brandstifterin“ („incendiary“).
Dessen ungeachtet besprachen sowohl Samuel Richardson als auch Samuel Johnson Lennox’ zweiten und erfolgreichsten Roman, The Female Quixote, or, The Adventures of Arabella, bei dessen Herausgabe sie die Schriftstellerin auch unterstützten. Der streitbare Kollege und Literaturkritiker Henry Fielding pries das Werk in seinem Covent Garden Journal No. 24. The Female Quixote war ziemlich erfolgreich. Es wurde mehrfach neu gedruckt und erlebte Neuauflagen in einer Reihe von großen Romanen 1783, 1799 und 1810. Ins Deutsche wurde der Roman 1754, in die niederländische Sprache 1762, ins Französische 1773 und 1801 sowie ins Spanische 1808 übersetzt.
Der Roman kehrt formell gewissermaßen das Prinzip von Cervantes’ Don Quichotte um: So wie der Don sich selbst als ritterlichen Heros in der Romanze sieht, so missversteht sich die Heldin Arabella als die weibliche Liebe in ihrer idealisierten Romanze. Während der Don denkt, dass es seine Pflicht sei, die Platonische Liebe und Reinheit der Damen, die er trifft, zu preisen, so glaubt Arabella, es stehe in ihrer Macht, mit einem Blick töten zu können, und es sei die Pflicht ihrer Liebhaber, für sie zu leiden oder schwere Prüfungen zu bestehen. Mit diesem und auch ihren weiteren Romanen gilt sie als eine der Wegbereiterinnen von Jane Austen.
The Female Quixote wurde wie fast alle Publikationen von Schriftstellerinnen des 18. und frühen 19. Jahrhunderts offiziell anonym herausgeben. Rein theoretisch hatte diese Anonymität bis zu Lennox’ Tod hin Bestand. Doch war es in den Kulturkreisen ein offenes Geheimnis, dass sie hinter dem Erfolgsroman stand. Ihre weiteren Werke wurden stets mit dem Hinweis versehen, dass sie vom Autor von The Female Quixote stammten. Andererseits sucht man in jeder Neuauflage des Werks zu ihren Lebzeiten ihren Namen vergebens.
Der Übersetzer und Zensor der spanischen Fassung, Oberstleutnant Don Bernardo María de Calzada, stellte den Text in der Einleitung als einen englischen Roman eines unbekannten Autors, übersetzt aus dem Englischen von D. Bernardo, vor. Allerdings hatte de Calzado, der das Englische nicht fließend beherrschte, in Wirklichkeit den Roman aus der französischen Fassung übersetzt, die bereits zensiert war. Darüber hinaus warnte de Calzada den Leser im Vorwort vor der in Frage zu stellenden Qualität des Textes, da gute britische Texte ausschließlich von „Fyelding“ (!) und Richardson verfasst würden. Beide Autoren hätten zu Recht internationalen Ruhm, im Gegensatz zu jenen mehr mechanischen Romanzen, die unter verschiedenen Namen für Verlagsbuchhandlungen wie Edmund Curll geschrieben würden, oder jene satirischen Romanze, die unter singulären Pseudonymen herausgebracht würden.

### Übersetzerin
Joseph Baretti unterrichtete Lennox im Italienischen und verschiedene Mitglieder des Literaturzirkels halfen ihr dabei The Greek Theatre of Father Brumoy, die einflussreichste französische Studie zur Griechischen Tragödie Mitte des 18. Jahrhunderts, ins Englische zu übersetzen. Indem sie verschiedene Sprache erlernte, lenkte sie ihre Aufmerksamkeit auf die Ursprünge für William Shakespeares Theaterstücke. 1753 brachte sie Shakespear Illustrated heraus, indem sie ausführlich dessen Quellen diskutierte. Da sie Originalfassungen gegenüber Adaptionen vorzog, endete sie mit ihrem Werk als Kritikerin Shakespeares. Hingegen diskutierte sie weder die Anmut von Shakespeares Sonetten noch die Kraft seiner Personenzeichnung, sodass der bekannte Schauspieler und Theaterleiter David Garrick und ihr Förderer Johnson beide ihr Werk mehr als eine Bloßstellung als eine Illustration des großen englischen Dichters ansahen. 1753 übersetzte sie die Memoirs of Maximilian de Bethune, Duke of Sully des französischen Staatsmanns und Marschalls von Frankreich Maximilien de Béthune, duc de Sully, die sich gut verkaufen ließen.
Ihr dritter Roman, Henrietta (1758), galt ebenfalls als Verkaufserfolg, warf aber für sie selbst keinen Gewinn ab. Von 1760 bis 1761 schrieb sie für das Periodikum The Lady’s Museum, das Material enthielt, welches gegebenenfalls ihren Roman Sophia (1762) ergänzt hätte. Damit ihr Lebensunterhalt einigermaßen gesichert blieb, musste Lennox 1761 bis 1763 ihr eigenes Haus für die Erziehung junger Mädchen öffnen. David Garrick produzierte ihr Stück Old City Manners am Theatre Royal, Drury Lane 1775 (eine Adaptation von Ben Jonsons Eastward Ho). Schließlich veröffentlichte sie 1790 ihren vorletzten Frauen-Roman, Euphemia, dem kein Erfolg beschieden war, weil der Publikumsgeschmack inzwischen den romantischen Roman verschmähte.

### Kinder
Charlotte Lennox hatte zwei Kinder, die das Säuglingsalter überlebten, Harriot Holles Lennox (1765–1802/4) und George Lewis Lennox (* 1771). Von ihrem Ehemann seit vielen Jahren entfremdet, trennte sie sich von diesem schließlich 1793 im Guten. Charlotte lebte in den folgenden Jahren bis zum Lebensende in großer Armut, wobei sie komplett auf Unterstützung durch den Royal Literary Fund angewiesen war. Die Schriftstellerin verstarb am 4. Januar 1804 in London und wurde auf einem unmarkierten Grab auf dem Broad Court Friedhof beerdigt.

## Rezeption
Henry Fielding empfahl ihr Hauptwerk, The Female Quixote, da es Alltagsthemen realitätsnah behandele, und sah es als Satire auf die Borniertheit, Eitelkeit und Affektiertheit der herrschenden Damenwelt an. Jane Spence interpretierte dieses Lob Fieldings jedoch als ambivalent. Ihrer Auffassung nach habe Fielding die Werke von Schriftstellerinnen gelobt, um seine Rivalität gegenüber Richardson zu fördern, da dieser ein noch schlechterer Autor sei.
Die Zeitgenossen lobten das Talent und die Eleganz ihrer Übersetzungen, die ebenfalls mehrfache Ausgaben erlebten.
Während des 19. Jahrhunderts blieb The Female Quixote einigermaßen populär. Während des 20. Jahrhunderts priesen feministische Wissenschaftlerinnen wie Janet Todd, Jane Spencer und Nancy Armstrong das Geschick und den Einfallsreichtum von Charlotte Lennox.

## Werk
Gedichte

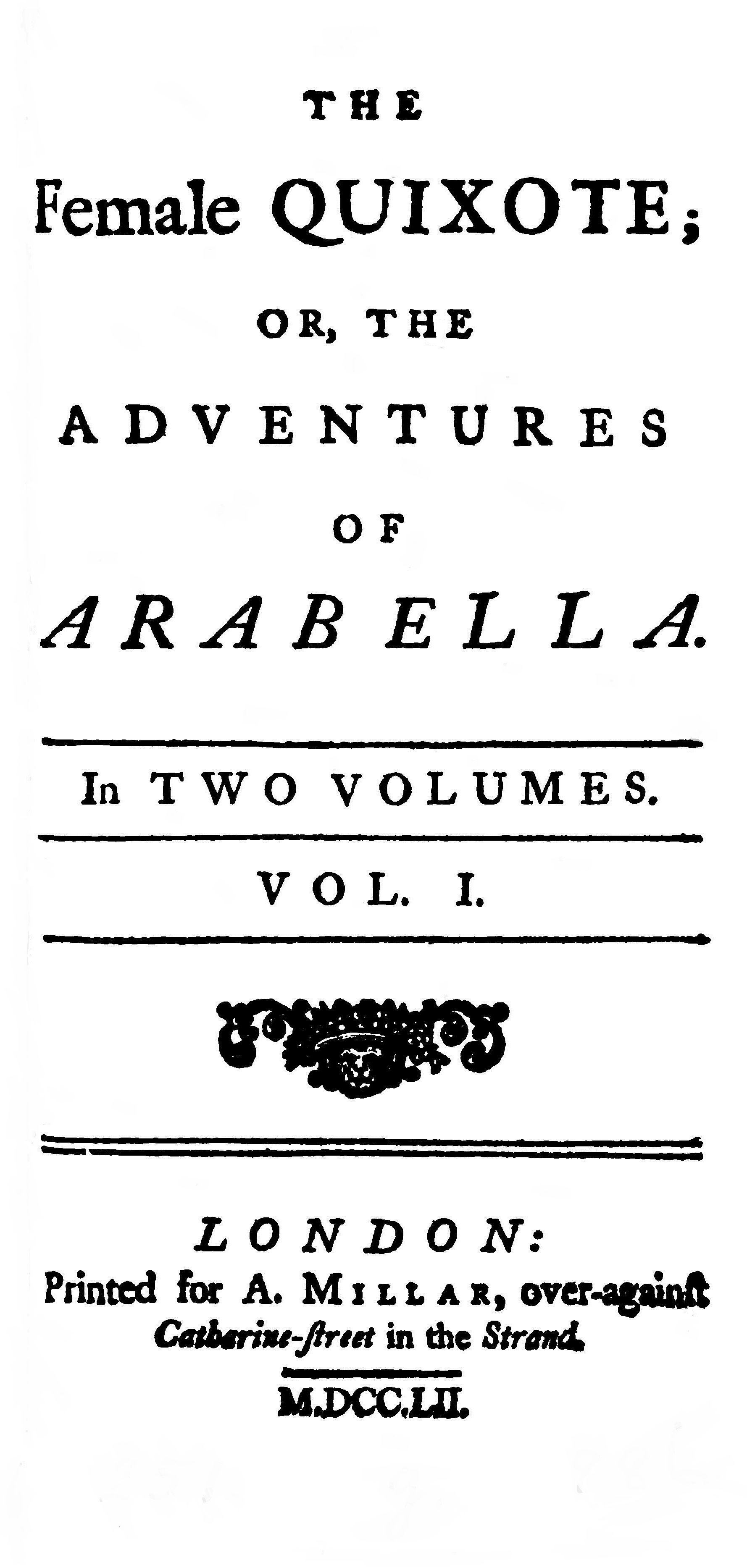
The Female Quixote, 1752

- Poems on several occasions. Written by a lady. Printed for, and sold by S. Paterson, London 1747.
- The Art of Coquetry. 1750.

Romane
- The Life of Harriot Stuart. Printed for J. Payne, and J. Bouquet, London 1751.
- The Female Quixote or the Adventures of Arabella. Printed for J. Smith, Dublin 1752.
  - Don Quixote im Reifrocke: oder die aberntheuerlichen Begebenheiten der Romanenheldinn Arabella. Grund u. Holle, Hamburg 1754.
- Henrietta. Printed for A. Millar, London 1758.
  - Henriette. Weidmann, Leipzig 1761.
- Sophia. Printed for James Fletcher, London 1762.
- The history of the Marquiss of Lussan and Isabella. J. Hoey, Jr., Dublin 1764.
- Euphemia. Printed for T. Cadell; and J. Evans, London 1790.
  - Euphemia. Übersetzt von Ferdinand Oehmigke, Linckesche Leihbibliothek, Küstrin/Berlin 1792.
- Hermione, or the orphan sisters.: a novel. In four volumes. Printed for William Lane, at the Minerva, London 1791.
  - Hermione oder die Rache des Schicksals. Übersetzt von Margarete Liebeskind, Ritscher, Hannover 1792.
- The history of Sir George Warrington: or the political Quixote. By the author of The female Quixote. In three volumes. Printed for J. Bell, Oxford-Street, London 1797.

Literaturkritik
- Shakespear illustrated: or the novels and histories, on which the plays of Shakespear are founded, collected and translated from the original authors. With critical remarks. In two volumes. By the author of The female Quixote. Printed for A. Millar in the Strand, London 1753.

Theaterstücke
- Angelica, or, Quixote in petticoats: a comedy in two acts. Printed for the author and sold by the Booksellers of London and Westminster, London 1758.
- Philander: a dramatic pastoral. By Mrs. Charlotte Lennox, Author of the Female Quixote, Printed for Richard Smith, at the Hercules in Dame-Street, Dublin 1758.
- The Sister. Printed for J. Dodsley; and T. Davies, London 1762. (Komödie)
  - Was seyn soll, schickt sich wohl. Übersetzt von Friedrich Ludwig Schröder. Herold, Hamburg 1782.
- Old City Manners. 1775.
- The heiress. A comedy in five acts. As performed at the Theatre-Royal-Drury-Lane. London 1786.

Übersetzungen
- Maximilien de Béthune Sully: Memoirs of Maximilian de Bethune, Duke of Sully, prime-minister to Henry the Great. 1753.
- Vital d' Audiguier: The memoirs of the Countess of Berci. Taken from the French by the author of the Female Quixote. In two volumes. Printed for A. Millar, London 1756.
- M. de La Beaumelle: Memoire for the history of Madame de Maintenon and of the last age. Printed for A. Millar, and J. Nourse, London 1757.
- Pierre Brumoy: The Greek Theatre of Father Brumoy. Translated by Mrs. Charlotte Lennox, Millar, Vaillant, Baldwin, Crowder, Johnston, Dodsley etc., London 1759.